# Iwonicz (gromada)
Iwonicz – dawna gromada, czyli najmniejsza jednostka podziału terytorialnego Polskiej Rzeczypospolitej Ludowej w latach 1954–1972.
Gromady, z gromadzkimi radami narodowymi (GRN) jako organami władzy najniższego stopnia na wsi, funkcjonowały od reformy reorganizującej administrację wiejską przeprowadzonej jesienią 1954 do momentu ich zniesienia z dniem 1 stycznia 1973, tym samym wypierając organizację gminną w latach 1954–1972.
Gromadę Iwonicz z siedzibą GRN w Iwoniczu utworzono – jako jedną z 8759 gromad na obszarze Polski – w powiecie krośnieńskim w woj. rzeszowskim na mocy uchwały nr 24/54 WRN w Rzeszowie z dnia 5 października 1954. W skład jednostki wszedł obszar dotychczasowej gromady Iwonicz oraz część dotychczasowej gromady Lubatowa (obejmująca parcele gruntowe nr 7591, 7592 i 7594, stanowiące północno-zachodni narożnik zbiegu granic dotychczasowych gromad Lubatowa i Iwonicz) ze zniesionej gminy Iwonicz w tymże powiecie. Dla gromady ustalono 27 członków gromadzkiej rady narodowej.
1 stycznia 1956 z gromady Iwonicz wyłączono miejscowość Iwonicz Zdrój, tworząc z niej osiedle Iwonicz Zdrój w tymże powiecie.
Gromada przetrwała do końca 1972 roku, czyli do kolejnej reformy gminnej.